# Cleora undaria
Cleora undaria är en fjärilsart som beskrevs av Fabricius 1794. Cleora undaria ingår i släktet Cleora och familjen mätare. Inga underarter finns listade i Catalogue of Life.